# Courrier des Pays-Bas
Courrier des Pays-Bas var en liberal avis, som udkom i Bruxelles i årene fra 1821 til 1832. Avisen var det vigtigste talerør for den belgiske opposition i det Forenede kongerige Nederlandene.
I 1828 blev bladets redaktør, Louis de Potter, som kraftigt havde kritiseret Vilhelm 1. af Nederlandenes regering idømt 18 måneders fængsel og en bøde på 1.000 gylden. Denne politiske retssag var den mest spektakulære konfrontation mellem den liberale opposition og kongens autoritære regering. Umiddelbart efter sin løsladelse den 30. april 1830 blev Potter og andre fra oppositionen idømt 8 års 
forvisning for revolutionære skrifter. 
Courrier des Pays-Bas var stærkt medvirkende til udbruddet af den belgiske revolution i 1830 og var på dette tidspunkt med ca. 4.500 abonnenter den langt største avis i Belgien. Talrige fortalere for revolutionen var redaktører på Courrier des Pays-Bas. Udover Louis de Potter kan nævnes Lucien Jottrand, Alexandre Gendebien, Jean-Baptiste Nothomb og Sylvain van de Weyer. I 1832 overtog Jottrand posten som ejer og chefredaktør for avisen, som herefter blev omdøbt til Courrier Belge.